# Kukës (district)
Kukës (Albanees: Rrethi i Kukësit) is een van de 36 districten van Albanië. Het heeft 64.000 inwoners (in 2004) en een oppervlakte van 956 km². Het district ligt in het noordoosten van het land in de prefectuur Kukës. De hoofdstad van het district is de stad Kukës.

## Gemeenten
Kukës telt 15 gemeenten.
- Arrën
- Bicaj
- Bushtricë
- Grykë-Çajë
- Kalis
- Kolsh
- Kukës (stad)
- Malzi
- Shishtavec
- Shtiqën
- Surroj
- Tërthore
- Topojan
- Ujmisht
- Zapod

## Bevolking
In de periode 1995-2001 had het district een vruchtbaarheidscijfer van 3,74 kinderen per vrouw, hetgeen hoger was dan het nationale gemiddelde van 2,47 kinderen per vrouw en - op Has na - het hoogste van het land. In 2011 was het vruchtbaarheidscijfer gedaald tot 2,29 kinderen per vrouw, hetgeen ruim boven het Albanese gemiddelde van 1,57 kinderen per vrouw was.
Berat · Bulqizë · Delvinë · Devoll · Dibër · Durrës · Ëlbasan · Fier · Gjirokastër · Gramsh · Has · Kavajë · Kolonjë · Korçë · Krujë · Kuçovë · Kukës · Kurbin · Lezhë · Librazhd · Lushnjë · Malësi e Madhe · Mallakastër · Mat · Mirditë · Peqin · Përmet · Pogradec · Pukë · Sarandë · Skrapar · Shkodër · Tepelenë · Tirana · Tropojë · Vlorë